# Merenptah (príncipe)
| V28 | Q3 · X1 | U6 · N35 | A1 |

| V28 | Q3 · X1 | U6 · N35 | A1 |

Merenptah fue un antiguo príncipe egipcio durante la dinastía XIX, probablemente hijo del faraón Merenptah.
Se le conoce por dos estatuas de Sesostris I usurpadas por el faraón Merenptah, encontradas en Tanis y Alejandría, respectivamente, y por tres fragmentos de estatuas de Bubastis. Dado que comparte nombre con el faraón Merenptah, también, su nombre es similar al del príncipe heredero y eventual sucesor, Seti Merenptah, y al usar un ureo que generalmente usaban solo los faraones, es posible que fuese el mismo, pero los títulos del príncipe Merenptah difieren ligeramente de los del faraón y el príncipe heredero, además, las estatuas de Sesostris fueron usurpadas por Merenptah cuando ya era faraón. Además, Seti Merenptah usó tanto su nombre como príncipe y como faraón. Es posible que el uso de un ureo por parte de Merenptah se debiese a la lucha por el poder entre los herederos del faraón Merenptah después de su muerte.